# デヴィッド・セルツァー
デヴィッド・セルツァー（David Seltzer、1940年2月12日 - ）は、アメリカ合衆国の脚本家、映画監督。

## 人物
イリノイ州レイク郡ハイランドパーク出身。ユダヤ系アメリカ人 。
1976年、大ヒットしたホラー映画『オーメン』の脚本を手がけたことで知られる。1986年、『ルーカスの初恋メモリー』で映画監督デビューした。1992年に監督した映画『嵐の中で輝いて』で第13回ゴールデンラズベリー賞最低監督賞と最低脚本賞にノミネートされ、最低監督賞を受賞した。

## 主な作品

### 脚本
- 大自然の闘争/驚異の昆虫世界 The Hellstrom Chronicle（1971）
- 夢のチョコレート工場  Willy Wonka & the Chocolate Factory（1971）クレジットなし
- キング、クイーンそしてジャック King, Queen, Knave（1972）
- あの空に太陽が The Other side of The Mountain（1975）
- オーメン The Omen（1976）
- プロフェシー/恐怖の予言 Prophecy（1979）
- オータム・ストーリー Six Weeks（1982）
- 5人のテーブル Table for Five（1982）
- 誰かに見られてる Someone to Watch Over Me（1987）クレジットなし
- バード・オン・ワイヤー Bird on a Wire（1990）
- オーメン18エンジェル The Eighteenth Angel（1998）製作総指揮も
- マイ・ジャイアント My Giant（1998）
- コーリング Dragonfly（2002）
- オーメン The Omen（2006）

### 監督
- ルーカスの初恋メモリー Lucas（1986）
- パンチライン Punchline（1988）
- 嵐の中で輝いて Shining Through（1992）製作総指揮も
- Nobody's Baby（2001）

※全て脚本も担当。